# John Gilbert (Filmeditor, Neuseeland)
John Gilbert ist ein neuseeländischer Filmeditor, Filmproduzent und Drehbuchautor. 

## Leben
John Gilbert begann seine Karriere im Bereich Filmschnitt Ende der 1980er Jahre. Seinen ersten Karrierehöhepunkt erlebte er mit der Literaturverfilmung Herr der Ringe – Die Gefährten aus dem Jahr 2001, für die er 2002 für den Oscar nominiert wurde und 2001 einen Satellite Award gewann. Für seine Arbeit an Hacksaw Ridge – Die Entscheidung wurde er 2017 mit dem Oscar ausgezeichnet.
Als Drehbuchautor war er 2006 an zwei Episoden der Fernsehserie The Lost Children beteiligt. In den Jahren 1999 bis 2006 war er auch als Produzent insbesondere von Kurzfilmen tätig.

## Filmografie (Auswahl)
Schnitt
- 1987: The Haunting of Barney Palmer
- 1997: Spur des Grauens (Aberration)
- 1998: Familienglück oder andere Katastrophen (Via Satellite)
- 2001: Herr der Ringe – Die Gefährten (The Lord of the Rings: The Fellowship of the Ring)
- 2005: Mit Herz und Hand (The World’s Fastest Indian)
- 2007: Brücke nach Terabithia (Bridge to Terabithia)
- 2008: Bank Job
- 2009: Bandslam – Get Ready to Rock! (Bandslam)
- 2011: Blitz – Cop-Killer vs. Killer-Cop (Blitz)
- 2012: Mavericks – Lebe deinen Traum (Mavericks)
- 2011: Killer Elite
- 2014: The November Man
- 2016: Hacksaw Ridge – Die Entscheidung (Hacksaw Ridge)
- 2018: Die Farbe des Horizonts (Adrift)
- 2022: The 355
- 2024: Damsel

Produktion
- 1999: Willy Nilly (Kurzfilm)
- 2002: Tick (Kurzfilm)
- 2002: Turangawaewae (Kurzfilm)
- 2002: Redial
- 2006: Delores (Kurzfilm)
- 2006: The Lost Children (Fernsehserie, zwei Episoden)

## Auszeichnungen (Auswahl)
New Zealand Film and TV Awards
- 1999: gewonnen für Familienglück oder andere Katastrophen

Oscars
- 2002: nominiert für Herr der Ringe – Die Gefährten
- 2017: gewonnen für Hacksaw Ridge – Die Entscheidung

BAFTA Awards
- 2002: nominiert für Herr der Ringe – Die Gefährten
- 2017: nominiert für Hacksaw Ridge – Die Entscheidung

Satellite Awards
- 2002: gewonnen für Herr der Ringe – Die Gefährten
- 2016: gewonnen für Hacksaw Ridge – Die Entscheidung

Phoenix Film Critics Society Awards
- 2002: nominiert für Herr der Ringe – Die Gefährten

Las Vegas Film Critics Society Awards
- 2002: nominiert für Herr der Ringe – Die Gefährten

American Cinema Editors
- 2002: nominiert für Herr der Ringe – Die Gefährten

New Zealand Screen Awards
- 2006: gewonnen für Mit Herz und Hand